# Lunne
Lunne – miejscowość (tätort) w Szwecji, w regionie administracyjnym (län) Jämtland, w gminie Östersund.
Według danych Szwedzkiego Urzędu Statystycznego liczba ludności wyniosła: 278 (31 grudnia 2015), 270 (31 grudnia 2018) i 275 (31 grudnia 2019).